# Djungelboken (film, 1994)
Djungelboken är en amerikansk äventyrsfilm från 1994 i regi av Stephen Sommers. Filmen är Disneys andra filmatisering av berättelserna om Mowgli ur Djungelboken och Den andra djungelboken av Rudyard Kipling, den tidigare var den animerade versionen från 1967.

## Handling
När den livsfarliga människohatande bengaliska tigern Shere Khan attackerar ett människoläger i den indiska djungeln, kommer människopojken Mowgli bort från lägret och hamnar djupt inne i djungeln. Där hittas han av den svarta pantern Bagheera som tar honom till en vargfamilj som sen tar hand om honom. Mowgli växer upp med björnen Baloo som sin vän och vargen Gråbroder som sin bror och han stiftar bekantskap med orangutangen kung Louie. När Mowgli en dag träffar sin gamla barndomsvän Katherine "Kitty" Brydon i djungeln sticker han till människostaden för att träffa henne igen. 
Kitty börjar återknyta sitt vänskapsband med Mowgli, men hennes far överste Geoffrey Brydon vill inte det eftersom han anser att Mowgli har växt upp till en djungelvilde. Brydon vill att Kitty ska börja leva ett nytt liv tillsammans med den stilige men otroligt självupptagne kapten William Boone. Kapten Boone blir naturligtvis svartsjuk när han ser Kitty och Mowgli tillsammans, men när han får höra talas om att det ska finnas en stor skattgömma i Apstaden inne i djungeln planerar han att få Mowgli att visa vägen till Apstaden på ett eller annat sätt.  

## Rollista i urval
- Jason Scott Lee – Mowgli
  - Sean Naegeli – Mowgli, 5 år
- Cary Elwes – Kapten William Boone
- Lena Headey – Katherine "Kitty" Brydon
  - Joanna Wolff – Kitty, 5 år
- Sam Neill – Överste Geoffrey Brydon
- John Cleese – Dr. Julius Plumford
- Jason Flemyng – Löjtnant John Wilkins
- Stefan Kalipha – Buldeo
- Ron Donachie – Sergeant Harley
- Anirudh Agarwal – Tabaqui
- Faran Tahir – Nathoo, Mowglis far

Djur
- Baloo – Casey, en kragbjörn
- Bagheera – Shadow, en svart leopard
- Gråbroder – Shannon, en gråvarg
- Kung Louie – Lowell, en borneoorangutang
- Shere Khan – Bombay, en bengalisk tiger
- Kaa – anakonda/datoranimerad